# Điều trị miễn dịch ung thư
Điều trị miễn dịch ung thư (cancer immunotherapy), đôi khi được gọi là miễn dịch học ung thư (immuno-oncology) là sự kích thích nhân tạo của hệ thống miễn dịch để điều trị ung thư. Nó là một ứng dụng của các nghiên cứu cơ bản về miễn dịch ung thư và là một chuyên khoa riêng đang phát triển của ung thư. Nó khai thác thực tế rằng các tế bào ung thư thường có các phân tử trên bề mặt của chúng có thể được phát hiện bởi hệ miễn dịch, được gọi là kháng nguyên khối u; chúng thường là các protein hoặc các đại phân tử khác (ví dụ: carbohydrate). Các liệu pháp miễn dịch có thể được phân loại là chủ động, thụ động hoặc phối hợp (chủ động và thụ động). Liệu pháp miễn dịch chủ động chỉ đạo hệ miễn dịch tấn công các tế bào khối u bằng cách nhắm vào các kháng nguyên khối u. Các liệu pháp miễn dịch thụ động tăng cường các phản ứng chống khối u hiện có và bao gồm việc sử dụng các kháng thể đơn dòng, tế bào lympho và cytokine.
Trong số này, nhiều liệu pháp kháng thể được chấp thuận ở nhiều khu vực pháp lý khác nhau để điều trị một loạt các bệnh ung thư. Kháng thể là các protein được tạo ra bởi hệ miễn dịch liên kết đặc hiệu với một kháng nguyên đích trên bề mặt tế bào. Hệ miễn dịch thường sử dụng chúng để chống lại các tác nhân gây bệnh. Mỗi kháng thể đặc hiệu cho một hoặc một vài protein. Những kháng thể này liên kết với kháng nguyên khối u để điều trị ung thư. Các thụ thể bề mặt tế bào là các mục tiêu phổ biến cho các liệu pháp kháng thể và bao gồm CD20, CD274 và CD279. Khi gắn kết với kháng nguyên ung thư, kháng thể có thể gây độc tế bào phụ thuộc vào kháng thể, kích hoạt hệ thống bổ thể, hoặc ngăn chặn thụ thể tương tác với phối tử của nó, tất cả đều có thể dẫn đến chết tế bào. Kháng thể được chấp thuận bao gồm alemtuzumab, ipilimumab, nivolumab, ofatumumab và rituximab.
Liệu pháp tế bào chủ động thường liên quan đến việc loại bỏ các tế bào miễn dịch khỏi máu hoặc từ khối u. Những tế bào đặc hiệu cho khối u được nuôi cấy và đưa trở lại cho bệnh nhân nơi chúng tấn công khối u. Ngoài ra, các tế bào miễn dịch có thể được thiết kế di truyền để biểu hiện một thụ thể đặc hiệu khối u, nuôi cấy và trả lại cho bệnh nhân. Các loại tế bào có thể được sử dụng theo cách này là các tế bào diệt tự nhiên (NK), tế bào T độc tế bào và các tế bào đuôi gai.